# 公式レバノン・トップ20
公式レバノン・トップ20 (こうしきレバノン・トップ20、The Official Lebanese Top 20) はレバノンで初の週間音楽放送チャートであり、国内全域を対象に、最もよく聴かれた英語・アラビア語の曲をリストアップしている。少なくとも5社以上の放送局、雑誌、新聞で配信されている。